# Koja

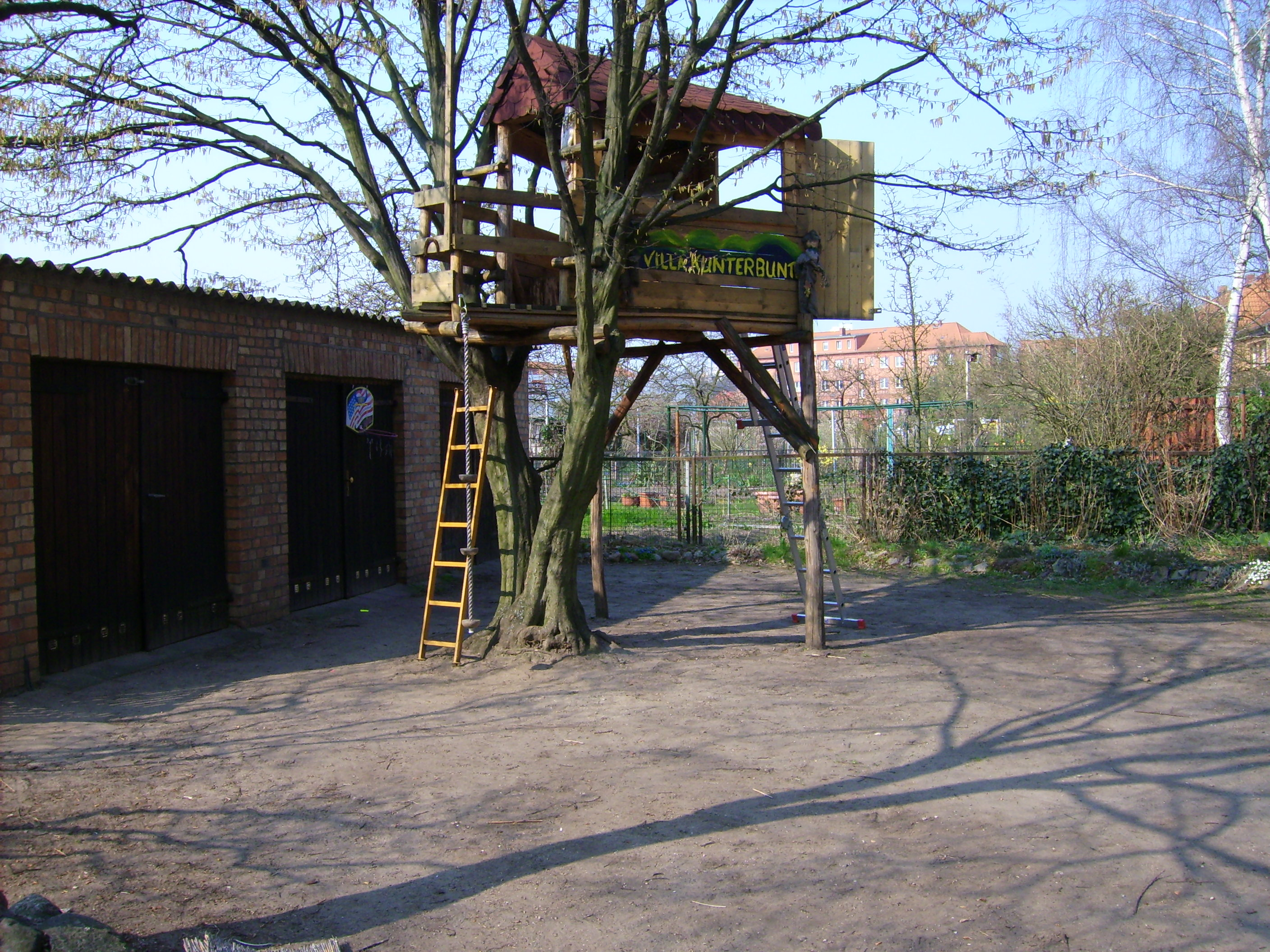
En trädkoja i Neubrandenburg.

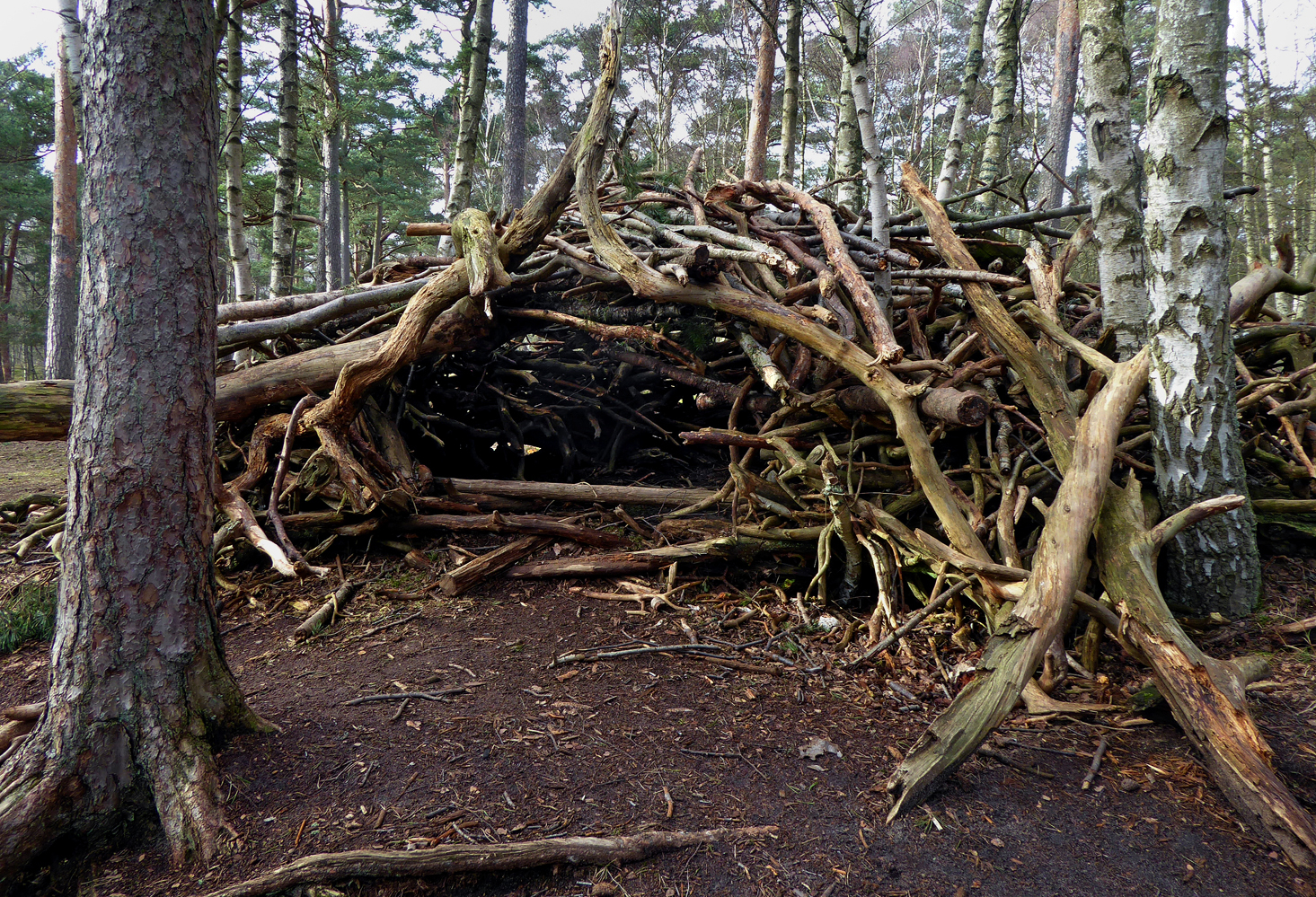
En koja av grenar i Ystads sandskog 2020.

En koja är ett provisorisk tillfällig bostad, eller lekplats för barn, som är byggd av delar av vegetationen eller liknande när den byggs utomhus. Kojan kan uppföras på marken eller i träd, beroende på syftet och möjligheterna.

## Kojtyper
Kolarkojor var den bebyggelse kolare anlade vid den kolmila som av transporttekniska skäl förlades dit där träden fanns och som behövde bevakning dygnet runt för att förbrännas på det sätt som gav önskat resultat. Kolarkojorna försågs med en enkel dörr, ofta två britsar och en eldstad i mitten.
Flottarkojor var den bebyggelse som flottare anlade utmed flottningsleder för att möjliggöra sömn under de ganska ofta långa transporter av timmer där flottarna följde timrets framfart i vattnet. De byggdes ofta av mer permanent slag än kolarkojor med regelrätt timmer, tak och eldstad. Gamla flottarkojor som underhållits hjälpligt genom åren används idag ofta av föreningar eller finns tillgängliga för allmänheten.
Skogsarbetarkojor var av samma typ som flottarkojorna men oftast större, med plats för kanske 20-30 personer och med ett bredvidliggande stall för de hästar som användes i skogsbruket förr.
’’Fiskearkar’’ är kojor på medar, vilka bogseras ut på tjock is och utgör väderskydd vid pimpelfiske.